# Bela (potok) - Koroška Bela
Bela je potok, ki teče po dolini Bela in se pod naseljem Koroška Bela (v Strugah) kot levi pritok izlije v Savo Dolinko. Ima številne pritoke, večina teh pritokov ima zelo nestalen pretok, le trije pa so potoki z močnim stalnim in dokaj enakomernim pretokom. To so Stamarski potok, potok Čikla in pa potok Urbas. Potok Bela se v dolini Bela začne kot nestalen potoček, ki izvira pod Viševnikom. Pod Dilami vanj kot njegov desni pritok priteče potok Urbas, od tam naprej pa ima potok Bela močan stalen in dokaj enakomernem pretok. Nekateri menijo, da je voda, ki od izvira Urbas teče v dolino že potok Bela, spet drugi pa pravijo, da od izvira navzdol teče najprej potok Urbas in, da šele v zgornjem začetku doline Bela, nižje od Črne peči, pod Dilami, tam kjer se potoku pridružijo še drugi pritoki, ta potok zares postane potok Bela. To drugo razlago potrjuje tudi prvotno ime potoka, ki pravi, da je Urbas UrBach, prvotni potok torej. Tako so očitno menili tudi nekdaj. - Skozi dolino Bela naj bi po ljudskem izročilu nekdaj (pred letom 1384 /"beljaški potres" / ?) tekel le studenček, to je voda od izvira Urbas. 
Potok Čikla priteče v potok Bela kot njegov desni pritok in sicer med Krnico in Koničevim stanom. Stamarski potok pa kot desni pritok potoka Bela vanj priteče še nekoliko nižje in sicer med Koničevim stanom in Pediceljnovo skalo. - Del vode iz doline Bela se zbira v vodnem zajetju za vas Koroška Bela, vendar pa to zajetje ni na potoku Čikla. Obstajata pa tudi dve opuščeni vodni zajetji, eno ob sotočju Bele in Čikle, drugo pa precej višje v skalni grapi potoka Čikla